# Ulko-Kiverö
Ulko-Kiverö är en ö i Finland. Den ligger i Bottenhavet och i kommunen Nystad i den ekonomiska regionen  Nystadsregionen i landskapet Egentliga Finland, i den sydvästra delen av landet. Ön ligger omkring 82 kilometer nordväst om Åbo och omkring 220 kilometer väster om Helsingfors. Ulko-
Öns area är 1,5 hektar och dess största längd är 240 meter i öst-västlig riktning. Närmaste större samhälle är Pyhäranta, 12,4 km öster om Ulko-Kiverö.